# Visací zámek (hudební skupina)

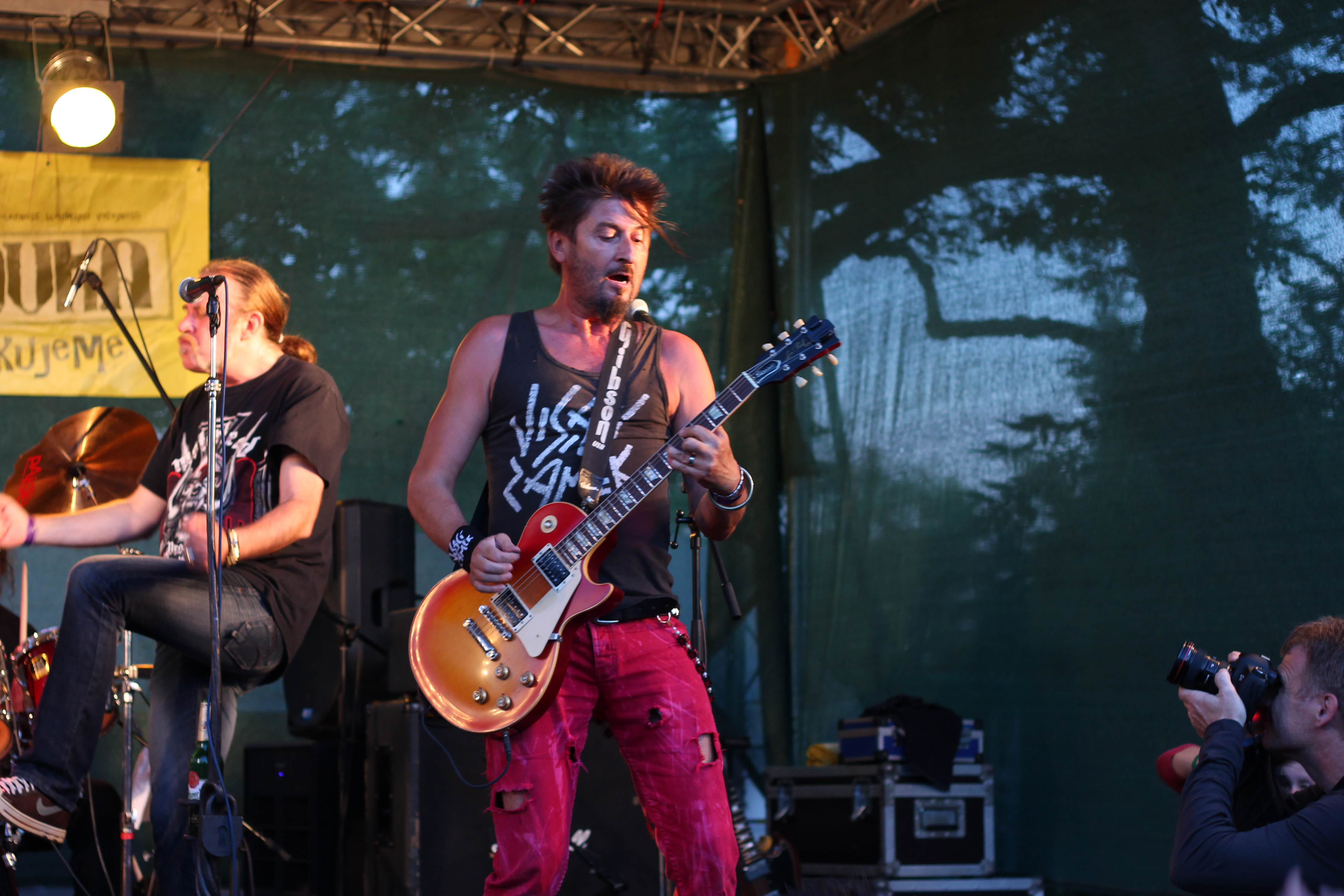
Michal Pixa

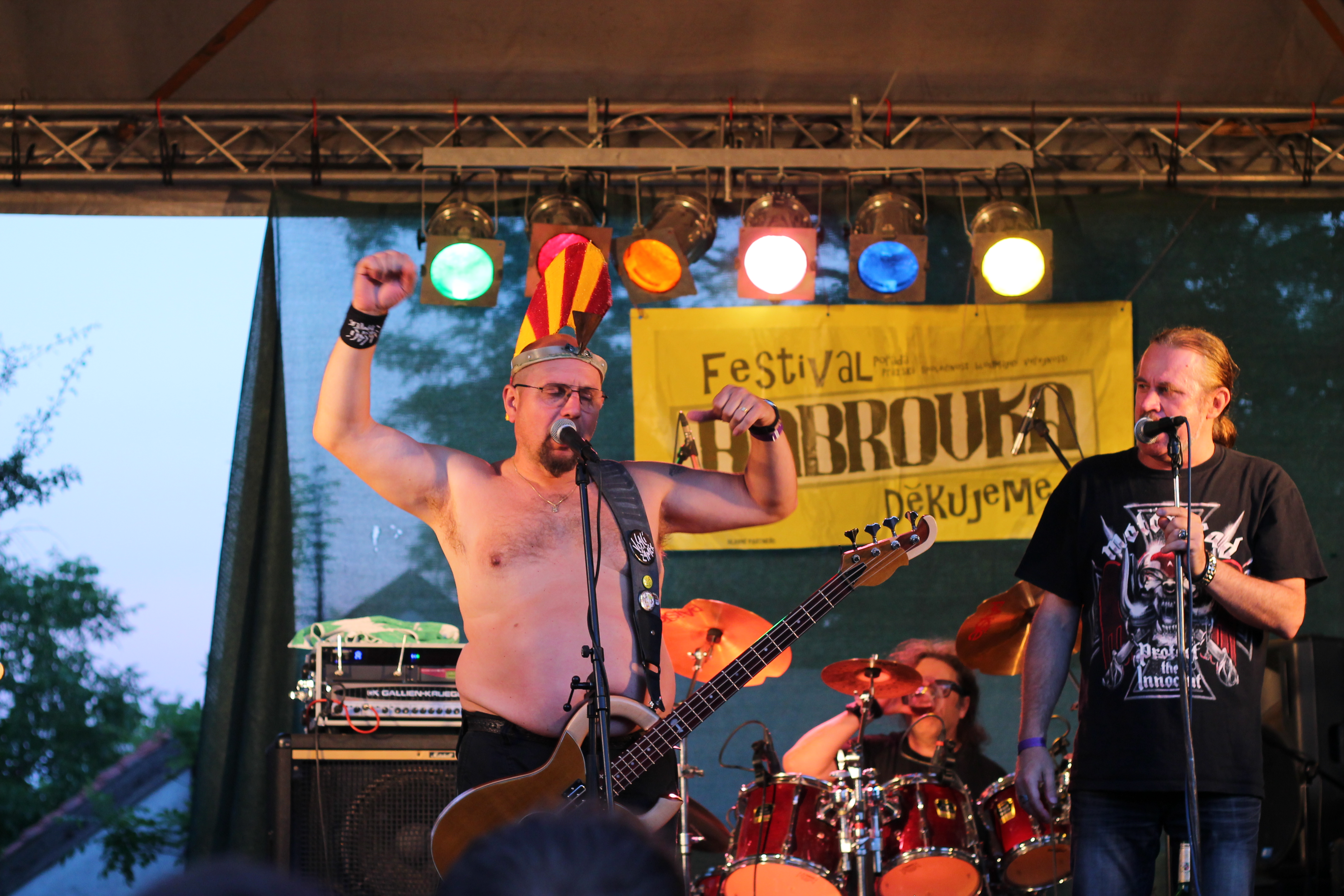
Vladimír „Savec“ Šťástka a Jan Haubert

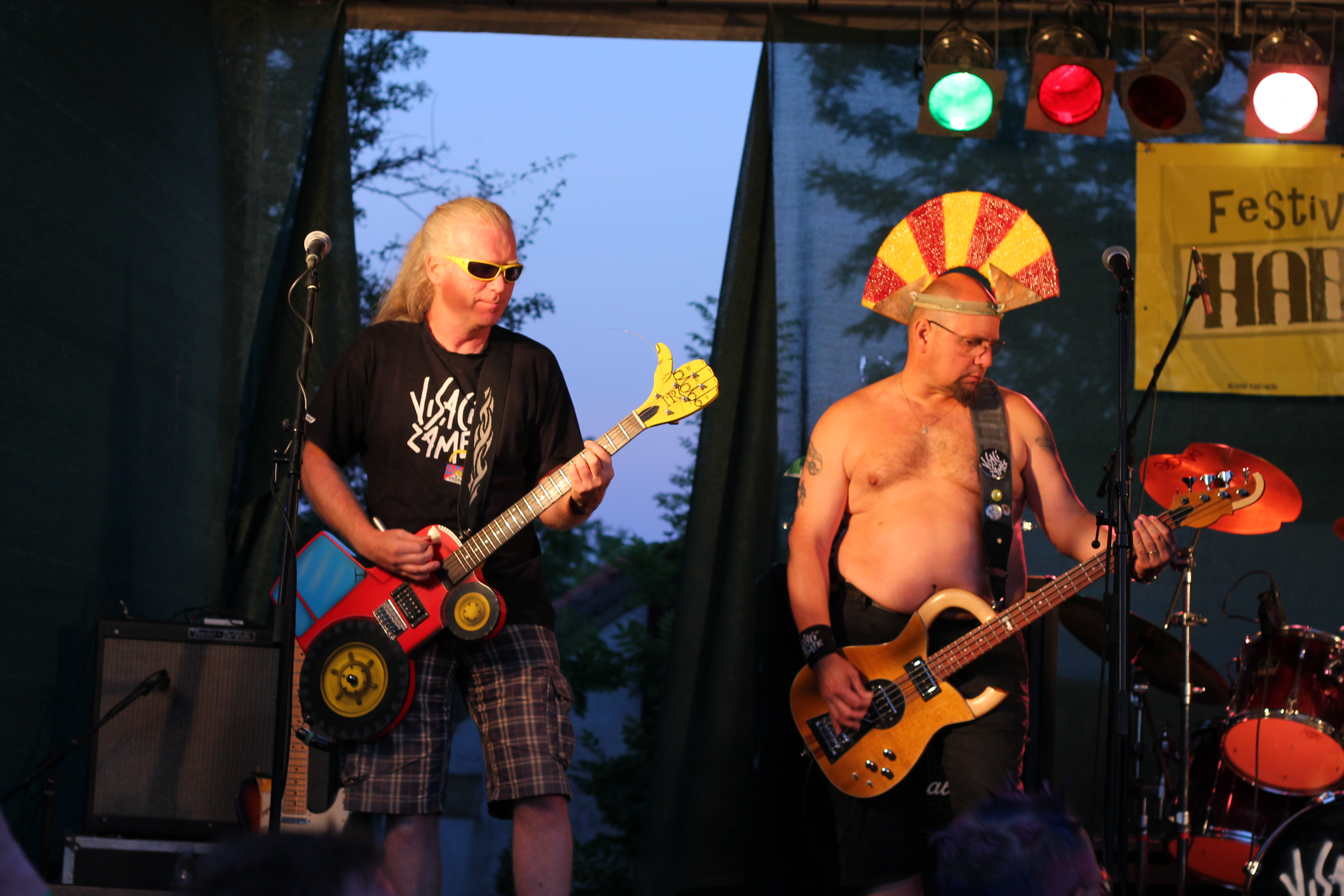
Vladimír „Savec“ Šťástka a Ivan Rut

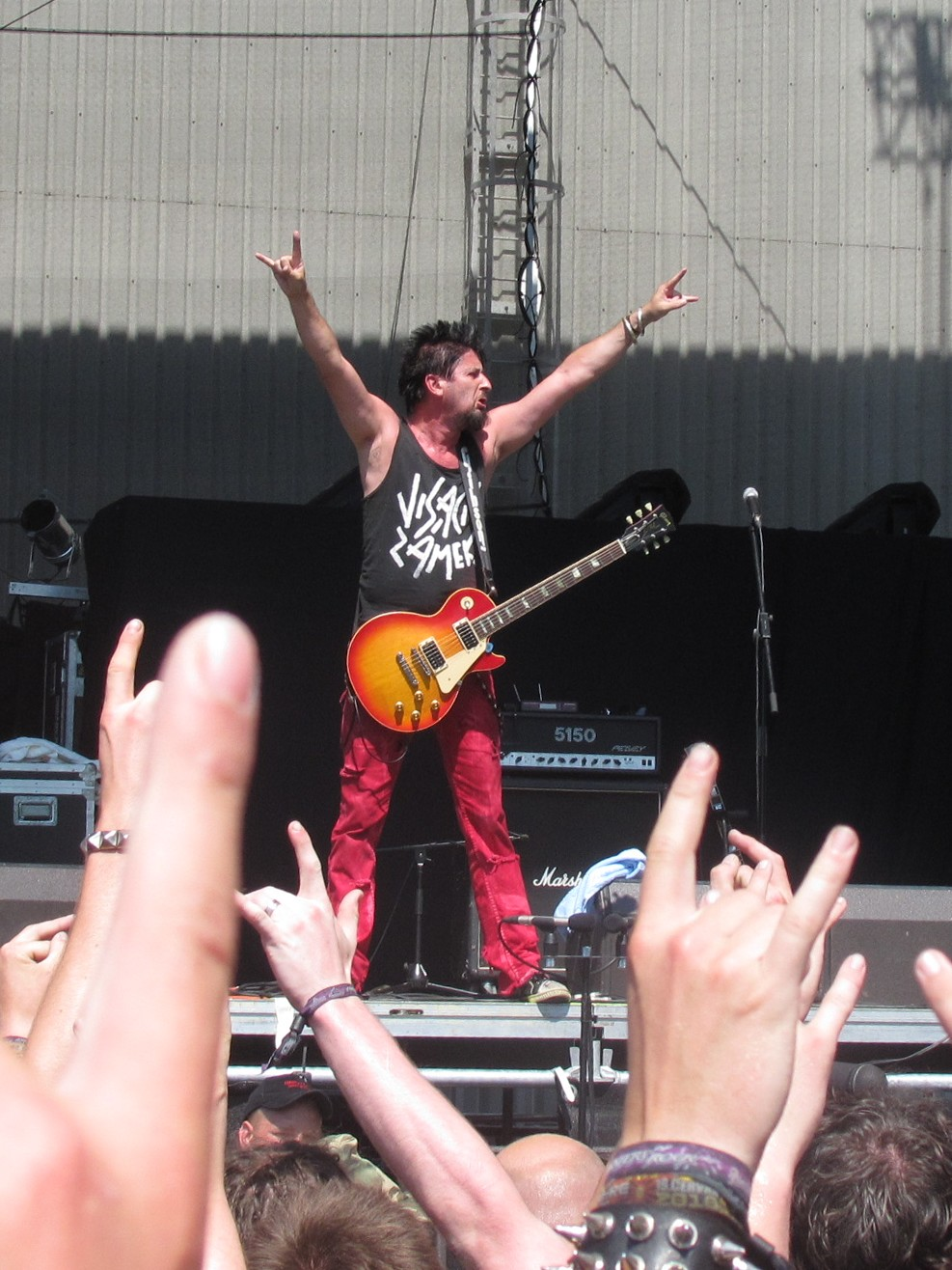
Michal Pixa předcvičuje tradiční koncertní rozcvičku na festivalu Masters of Rock

Visací zámek (familiérně Visáči) je punková skupina, působící na české hudební scéně již od roku 1982. Kapela hraje stále v původní sestavě. Zejména v počátcích svojí tvorby silně ovlivnila zvuk celé jedné generace kapel a názory celé jedné generace posluchačů.[zdroj?] Hity jako Uniformy nebo Dopravní značky položily ideový základ moderního českého anarchopacifismu,[zdroj?] ostatní raná díla skupiny Visací Zámek jsou zase pevně rozkročena mezi vypjatým nihilismem a raným postmodernismem.[zdroj?] Během 90. let se kapela ideově vzdálila původním anarchistickým ideálům a punkovému zvuku a myšlenkově se přiblížila spíše nihilismu a hudebně pak možná dřevnímu heavy metalu. V současné době se kapela vrací k punkovým kořenům a snaží se získat přízeň další generace fanoušků a fanynek například hitem a videoklipem Známka punku.
Při koncertech kapely bývají provolávána hesla „Punk's not dead, vy volové“ či úprava hesla „Punk's not dead“ na „Punk's not sweet“, která se stala pro kapelu tradičními.

## Historie

### 1982–1990
Visací zámek se formoval kolem pětice studentů pražské stavební fakulty. Někteří členové fungovali do té doby již v jiných hudebních formacích, např. Jan Haubert v Punkplanktonu. Udělat renomé nekonvenční punkové skupině v období normalizace nepatřilo mezi snadné záležitosti, inženýři se však s problémem vypořádali svým osobitým způsobem - po škole tak dlouho hlásali existenci skvělé punkové kapely, až byli nakonec nuceni ji opravdu předvést. Již na konci roku 1982 vystoupili a předvedli dodnes osvědčený repertoár písní jako Traktor, Cigára, Dopravní značky aj. Popularita kapely začala rychle růst, což mohlo rychle narazit na konzervativní komunistický režim. Zámci si našli tzv. zaručitele, tj. organizaci, která se zaručovala za kapelu se vším všudy. Zámkové, zaštítěni pražskými zahrádkáři, byli jedni z mála s takovou výhodou z tehdejší hudební scény. Některé koncerty VZ začaly být velice slušně navštěvované, což nutně přitahovala pozornost tehdy stále ještě mocné Státní bezpečnosti, která si pozvala na kobereček i zpěváka Honyho.
Dne 21. února 1984 přichází jeden z nejvýznamnějších dnů kapely: bylo jí povoleno vystoupit na Žofíně, ovšem bez nároku na honorář a s kordonem policistů před budovou. Posluchačům Zámci zahráli 32 vlastních písní a jako přídavek, kerej je úplně nejlepší, jejich verzi písní Půlnoční závodní dráha a Katapult od skupiny Katapult. Na koncertě byla zahrána většina starých hitů, jako je Traktor, Mahulena, Kanárek, Cigára, Domovnice, Na náměstí Karlově, Veliké lalulá... Objevila se už zhudebněná tvorba experimentálního básníka Christiana Morgensterna, a to v podobě Hymny šibeničních bratří, a Půlnoční myši a Mahulena s textem Jiřího Žáčka.
Rokem 1985 počínaje Zámkové absolvovali povinnou vojenskou službu. Jan Haubert jako nespolehlivý živel vojnu odkroutil na posádce v Kramolíně u Dukovan. Tou dobou byla činnost kapely značně zeslabena, Jan Haubert např. hrál na kytaru místo službu konajícího kytaristy. V roce 1988 byla však kapela stabilizována a mohla tak nahrát první punkový singl v Československu. Jeho náplní je zmíněná Hymna šibeničních bratří a Podvedení kameloti. LP je vydáno Supraphonem a první píseň zároveň podpořena videoklipem, který je režimem hodnocen jako nevýchovný. Druhá píseň obsahuje skryté poselství doby: dohadující se a nejednotné vládnoucí vedení KSČ kolem Miloše Jakeše.
Koncem roku 1989 měla kapela připraven materiál na vůbec první desku, když přišly listopadové události. VZ nahrál názorově velice bohatou a nesmiřitelnou píseň Noviny, kterou o rok později společně s písněmi ze svého prvního singlu přidal k eponymnímu albu Visací zámek. První album obsahuje nejen pecky z nedávno ukončeného období nesvobody, ale i relativně novější počiny, z nichž vysoce vyčnívají Strach, Uniformy a Strategický ústup. Komunismus padl, čímž pankáčům odpadnul jeden z největších nepřátel, zdroj jejich nespokojenosti, revolty a volání po spravedlnosti, nápravě, svobodě.

### 1990–2000
Mezi těmito kulatými daty se skrývá deset nejdůležitějších let produkce Visacího zámku, klasická éra, kdy ještě punk a underground nevymřely, éra se šesti skvělými alby a jednou shrnující kompilací. Po první desce, stojící již na pevných kamenech tvrdého zvuku, anarchopacifismu, undergroundu a valícího se na hard´n´heavy podkladu, přichází o rok později deska Start 02, vlastně „jen“ znovunahrané pecky 80. let, k nimž byla přidána Kapela, punková předělávka díla Jiřího Bažanta z r. 1959. Deska obsahuje kromě legrácek i vážnější témata zobrazená např. v Hudebně zábavných lidech nebo Nahé svatbě. Zdařilé jsou Veliké lalulá a Půlnoční myš Ch. Morgensterna.
Ač zájem o punkovou hudbu a underground vůbec díky volnosti obchodu poklesl, kapela se stále těšila přízni. V roce 1992 vydala svou vůbec nejtvrdší desku Three locks, nabitou 18 skvělými písněmi. Úvodní Čekání otevírá ponuré, melancholické, agresivní prostředí alba, jež je kořeněno hořkou satirou, Morgensternovými básněmi (Píseň pro Žofii, Krkavec Rall) a počinem dekadentního básníka Františka Gellnera, Všichni mi lhali, který je možno považovat za vrcholový bod alba. Po tomto albu přišel na svět „živák“ Traktor: totiž živě nahraný výstup kapely bez obecenstva. Světlo světla spatřuje po více než deseti letech necenzurovaná verze Traktoru, další žofínské šlágry a také nové písně, vesměs čistě punkového ladění. Nejpůsobivější atmosféry dosahuje Absolutní peklo. Album Jako vždycky z r. 1994 podalo jako vždycky kvalitní hudební i textový materiál. Opominut opět není Morgenstern (Hymna šibeničníka, Nálada ve IV. kruhu) a Gellner (Perspektiva). Do zhudebněných básní patří ještě Myšlenka Ernsta Jandla. Nejhutnější materiál poskytly poslouchači písně Dezinformační exploze a Problémy s tvrdými texty a skvělými sóly. Tímto albem končí série čtyř desek s podobnou tvorbou, zachycující undergroundovou tvorbu 80. a první poloviny 90. let a také jednoroční odstup mezi vydáváním alb. To však neznamenalo žádnou velkou změnu v kapele.
Ta toužila po experimentaci se zvukem, která se výrazně odráží v šestém albu Sex. Ač je sexualita příležitostným zdrojem pro tvorbu textů, ani na jednom albu včetně tohoto nebyla zásadním tématem. Honyho osvědčené texty, tu veselejší, tu melancholičtější, byly vloženy do alternativního podkladu, jenž dal celému albu nádech progressive-rocku. S ohledem na to, že po hudební stránce Zámkové nejsou klasickou punkovkou, můžeme zde mluvit o progresivních prvcích v hard´n´heavy basementu. Jsou zde však zastoupeny jak punkově krátké, úderné písně (Starám se, starám, Naposled), tak i poněkud náladověji laděné kusy jako Gellnerova Buď matka boží pomocná nebo skvělá Poslední královna. Dvanáctou skladbou je takřka sedmiminutový Kruh, jedna z nejoriginálnějších písní Visacího zámku vůbec.
V roce 1997 kapela oslavila 15 let existence. Při této příležitosti byla přizvána do Snídaně s Novou, kde akusticky odehrála Tee-pee a o rok později vydala první kompilaci Zámkománii, která obsahuje 22 písní z předchozích alb a dva bonusy.

### 2000–2005
Na počátku nového tisíciletí byla nahrána deska Visací zámek znovu zasahuje, což je možná poněkud zavádějící název. Zámkové přišli s kvalitním, hravým, svižným materiálem s undergroundovým kořením (Francovka z dílny Plastic people, Skupina na lovu motýlů). Poněkud tvrdý zvuk byl vyvážen lehkostí textů. Skupina na lovu motýlů je skvělým exkurzem do undergroundu z dílny punkáčů. Tímto albem se však kapela de facto na dlouhých 5 let odmlčela. Nahrála materiál k výročí 20 let, ale v tempu z předchozích let nepokračovala. Hony zažil osobní krizi a nějakou dobu bojoval s alkoholem. Vyšla i Honyho kniha Hluboká orba aneb 20 let Visacího zámku, vzpomínky na prožitá léta s kapelou, které Hony jako mistrný vypravěč poutavě popisoval a trousil své vtípky jeden za druhým.

### 2005–současnost
V r. 2005 konečně přišla dlouho očekávaná deska Punk!. Obsahuje několik na VZ poměrně netradičních písní, uveďme Pitomou, Ptáka či notoricky známou Známku punku. Zdálo se, že Zámkové z kapsy tahají své poslední nápady, mezi texty se objevily poměrně staré záležitosti (Pták), Balada o zubu času je přepracovaný předrevoluční Třídní původ, ovšem velice působivě. Tyto méně typické kusy jsou prokládány klasickými punkovkami jako Fuk, Setkání, Alibi a skvělým Story. „Za jednoho malého rumíka“ koupil Hony text Temelína od moravského pornoknížete Záviše.
Tímto rokem, dalo by se říci, chytla kapela druhý dech, který byl rok od roku mocnější. Částečně se změnila tvorba. Texty zůstávly stále nosným pilířem, komentovaly současnost a utahovaly si z kdekoho. Po hudební stránce se více objevuje „old-school“ rockový základ a klasické punkové melodie. Na kvalitě kapely to však nic nemění. Pravidlem se stává eponymní nosný šlágr alba podpořený klipem. Následují alba Klasika (2010) a Punkový království (2015). Obě nesly víceméně hutný materiál, jenž nezklamal ani staršího posluchače. Na prvním zmíněném albu zaujaly songy jako Hodně je aut, Shopping revolution reggae či Pekelná brána žárlivosti, jež byly prokládany víceméně punkovými tvrďárnami i legráckami. Album Punkový království se zdálo být více propracované, celistvější. Dobře do něj zapadla zhudebněná báseň Karla Hlaváčka Hrál kdosi teskně na hoboj, skvělý náladový kousek, i prastarý Žulový vůl z dílny Ch. Morgensterna. Z klasických punkovek vysoko vyčnívaly Rezavý fáro, Hardkór a Klíště.
Kapela i ve svých 33 letech existence a muzikanti ve svém věku dožívají překvapivě mnoha energie, elánu i nápadů.

## Členové
- Jan „Hony Lemy Uštaté Trojpéro/VZ1“ Haubert – zpěv
- Michal „Mick Pixiess/VZ2“ Pixa – kytara, zpěv
- Vladimír „Motýlek Savec/VZ3“ Šťástka – baskytara
- Ivan „Quílivý Hroch/VZ4“ Rut – kytara, zpěv
- Jiří „Sweet/VZ5“ Pátek – bicí

### Galerie

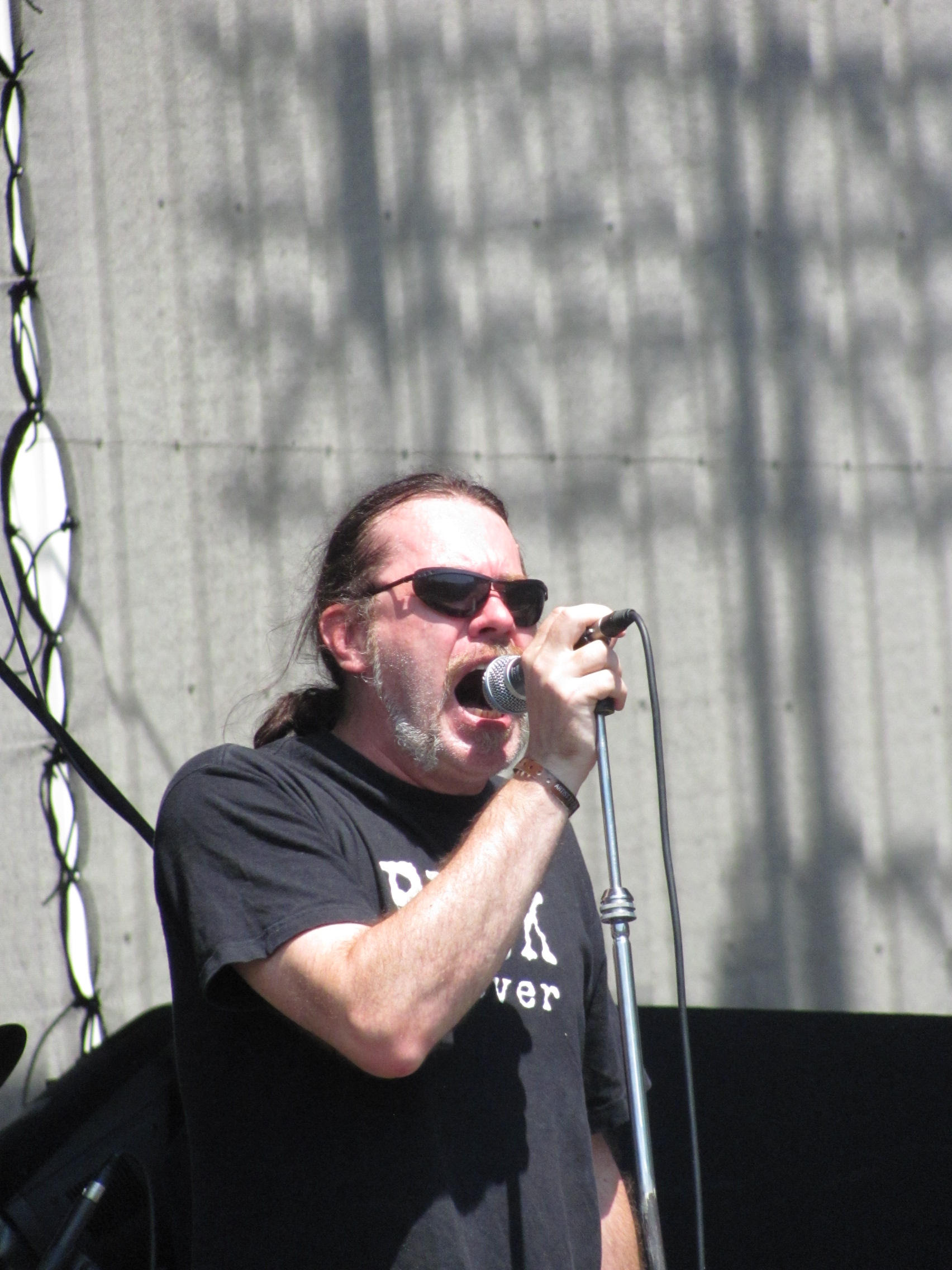
Jan Haubert; Masters of Rock 2010
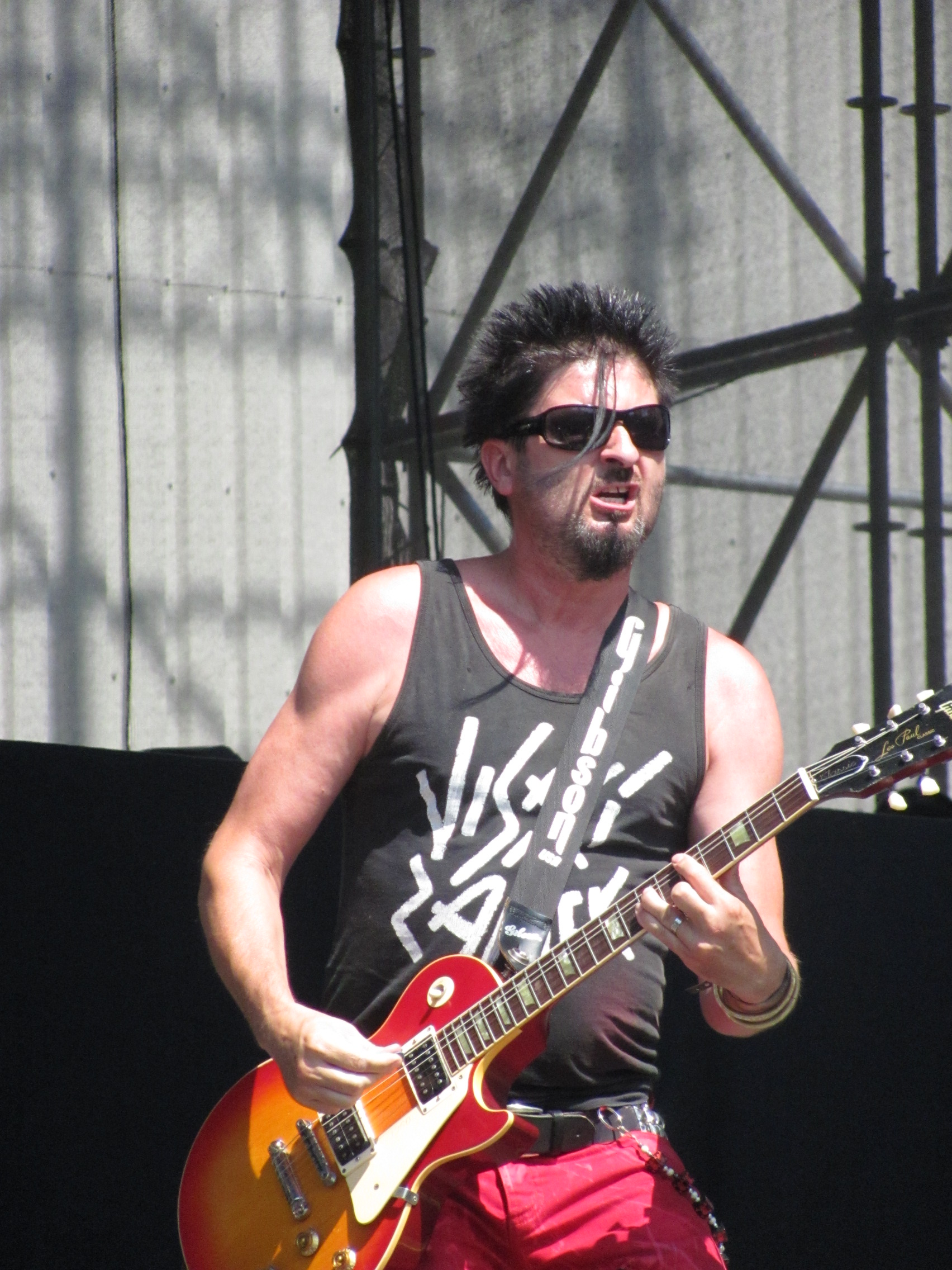
Michal Pixa
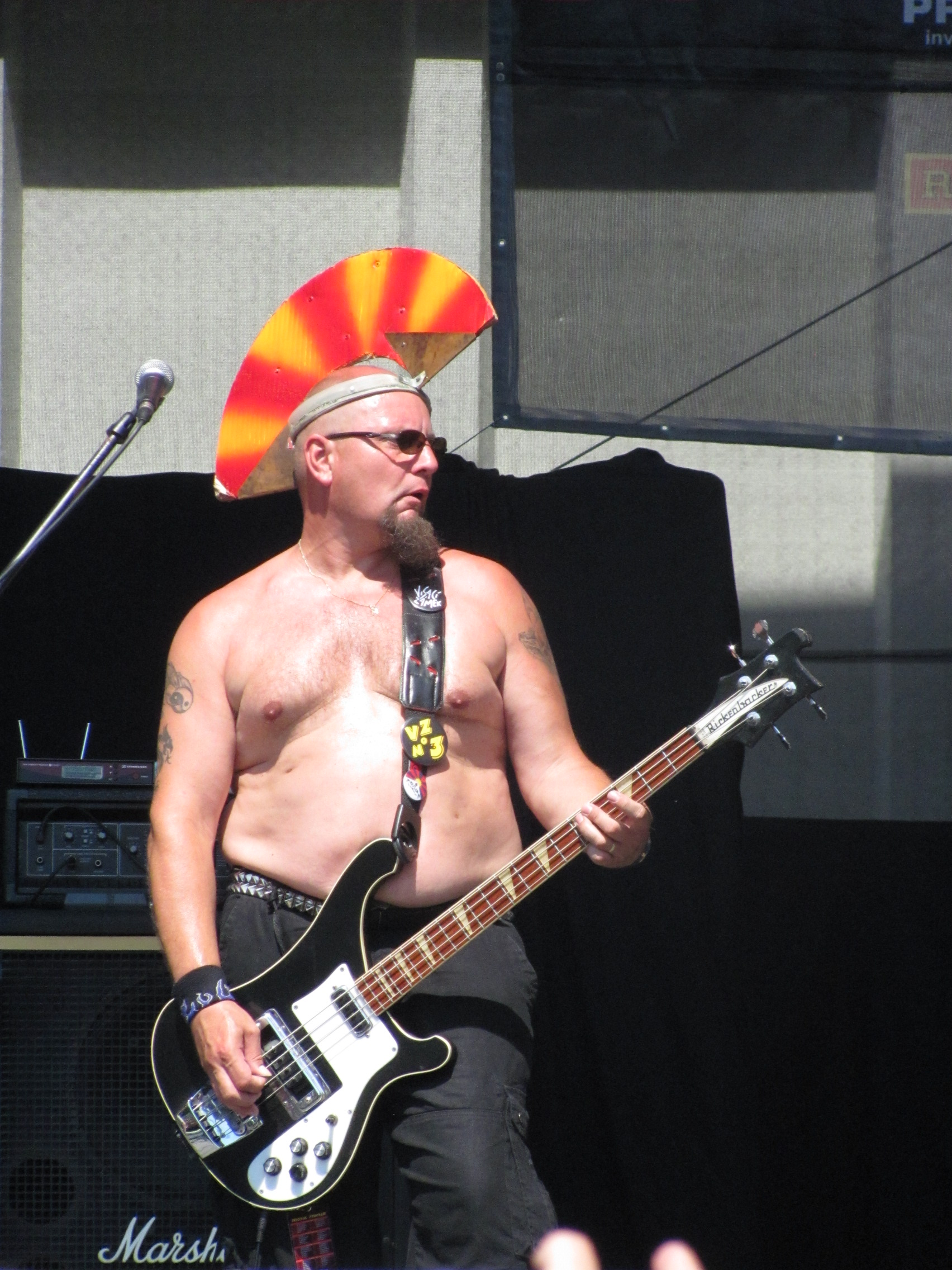
Vladimír Šťástka
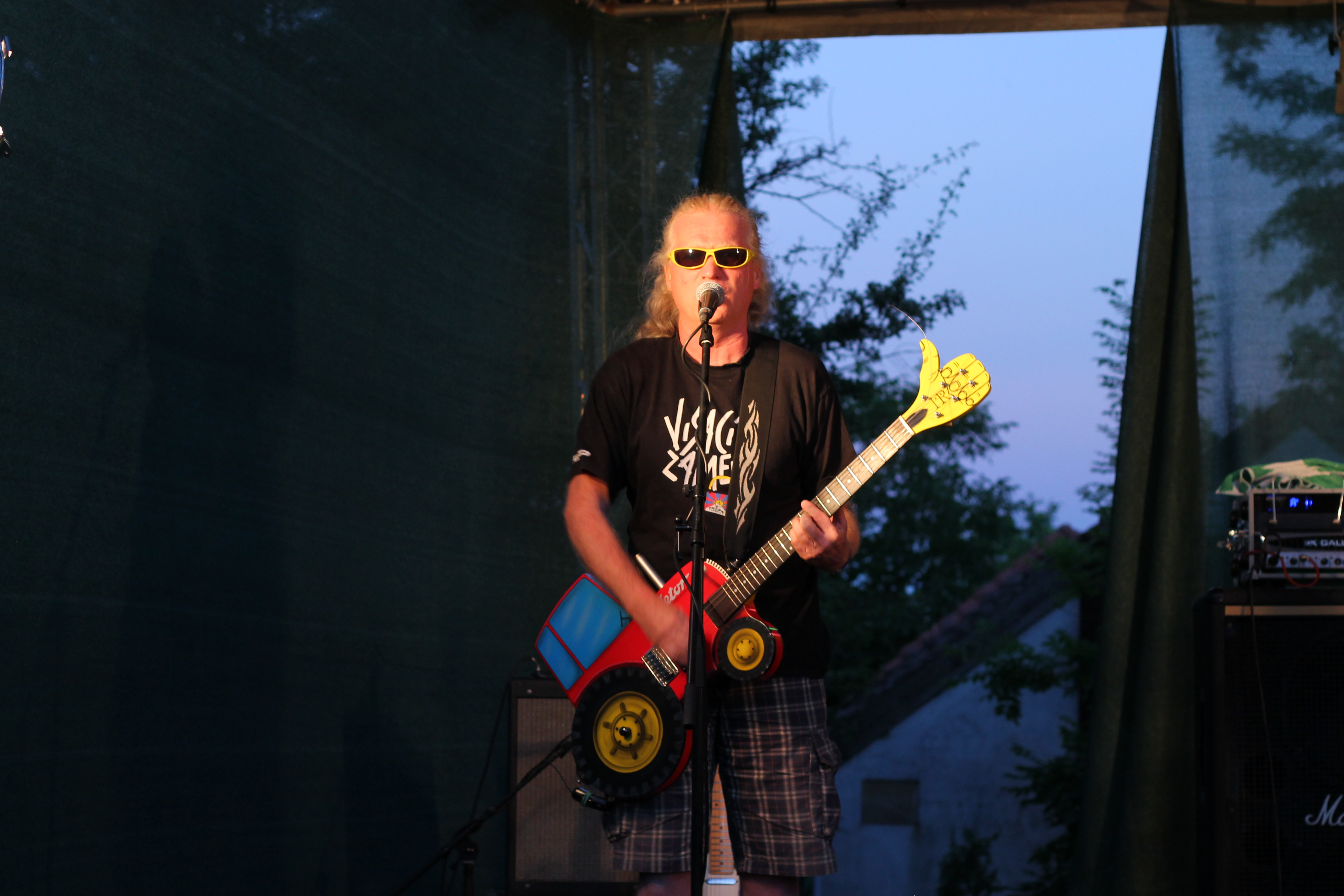
Ivan Rut
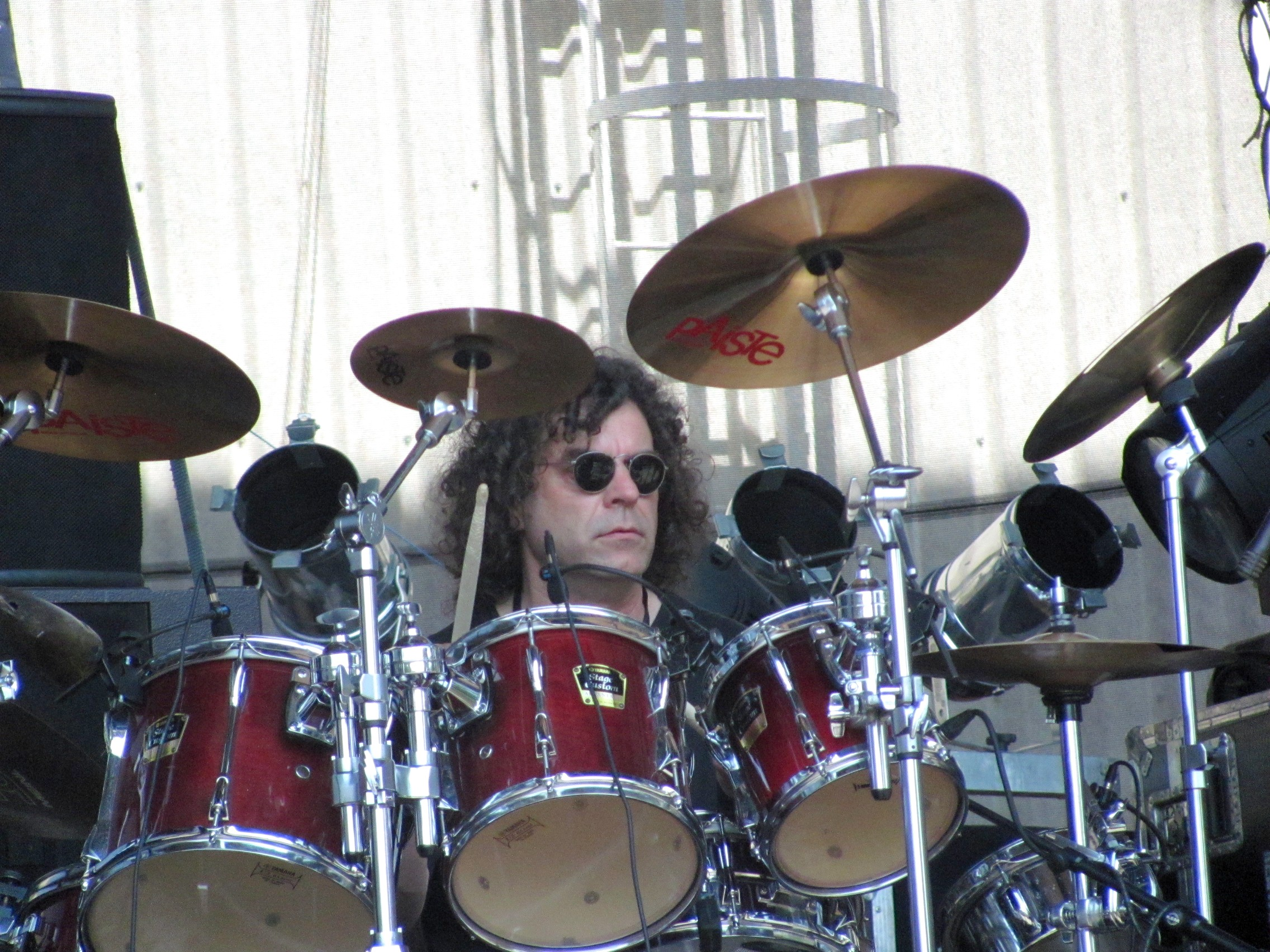
Jiří Pátek

## Diskografie

### Řadová alba
- Visací zámek (1990)
- Start 02 (1991)
- Three Locks (1992)
- Traktor (1993)
- Jako vždycky (1994)
- Sex (1996)
- Visací zámek znovu zasahuje (2000)
- Punk! (2005)
- Klasika (2010)
- Punkový království (2015)
- Anarchie a totál chaos (2020)

## Singly
- 1988 – Hymna šibeničních bratří / Podvedení kameloti
- 2009 – Známka punku
- 2013 – Prezident je buzna
- 2015 – Punkový království
- 2016 – Klíště
- 2018 - Traktor

### Kompilace, živé nahrávky
- Raritky (1989)
- Zámkománie (1998, výběrové album)
- 19 let – Live at Akropolis (2001)
- Žofín (2002)
- 20 let – Live at Akropolis (2002)
- Visací zámek 25 let (2007, CD + DVD)
- Beatová síň slávy (2009)
- Sakumprásk! (1982–2012) (2012)[2]
- Platinum Collection (2013)
- Atentát na kulturu (live 1983 / Julda Fulda – live 1988) (2012)
- Made in Strahov (2022)